# Gustav Wilhelm Schimmelpenning
Gustav Wilhelm Schimmelpenning (ur. 18 grudnia 1928 w Oldenburgu, zm. 16 października 2009) – niemiecki lekarz psychiatra, neurolog, historyk medycyny. Na jego cześć nazwano zespół Schimmelpenninga-Feuersteina-Mimsa.
Jego ojciec był Niemcem, matka Norweżką; dzieciństwo spędził częściowo w Stavanger. Studiował medycynę na Uniwersytecie Christiana-Albrechta w Kilonii, University of Toronto i na Westfalskim Uniwersytecie Wilhelma w Münster. Tam specjalizował się w neurologii i psychiatrii. W 1968 został ordynatorem Allgemeines Krankenhaus Ochsenzoll w Hamburgu. W 1971 otrzymał katedrę neurologii i psychiatrii w Kilonii. W 1994 przeszedł na emeryturę.

## Wybrane prace
- Untersuchungen an einer Serie von neunzehn Zwillingspaaren mit Epilepsie. 1955
- Die paranoiden Psychosen der zweiten Lebenshälfte: Klin.-katamnest. Untersuchungen. 1962
- Die paranoiden Psychosen der zweiten Lebenshälfte. Karger, 1965
- PH. Warnke, A. Hauschild, GW. Schimmelpenning, H. Terheyden i inni. The sebaceous nevus as part of the Schimmelpenning-Feuerstein-Mims Syndrome--an obvious phacomatosis first documented in 1927.. „J Cutan Pathol”. 30 (7), s. 470-2, Aug 2003. DOI: 10.1034/j.1600-0560.2003.00091.x. PMID: 12859747.
- PH. Warnke, GW. Schimmelpenning, R. Happle, IN. Springer i inni. Intraoral lesions associated with sebaceous nevus syndrome.. „J Cutan Pathol”. 33 (2), s. 175-80, Feb 2006. DOI: 10.1111/j.0303-6987.2006.00374.x. PMID: 16420315.